# Březová nad Svitavou
Březová nad Svitavou település Csehországban, a Svitavyi járásban. Březová nad Svitavou Sklené, Rudná, Banín, Bělá nad Svitavou, Hradec nad Svitavou, Brněnec és Pohledy településekkel határos. Lakosainak száma 1614 fő (2024. január 1.).

## Népesség
A település lakosságának változását az alábbi diagram mutatja:
| Lakosok száma | 2443 | 2669 | 2550 | 1540 | 1500 | 1379 | 1692 | 1655 | 1636 | 1614 |
|               | 1869 | 1890 | 1921 | 1950 | 1980 | 2001 | 2017 | 2019 | 2022 | 2024 |